# Wasserstofftankstelle

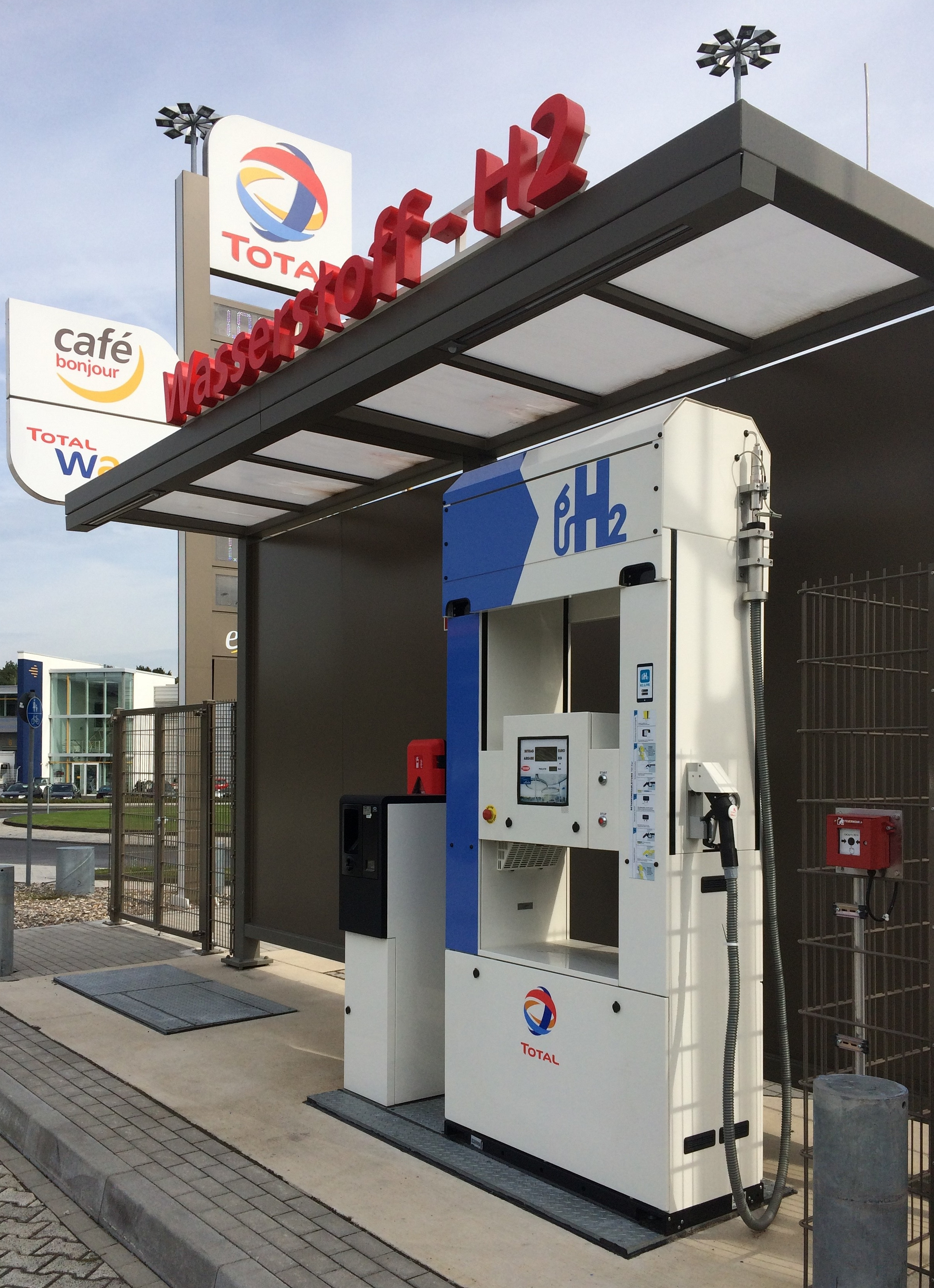
Wasserstofftankstelle am Flughafen Köln-Bonn

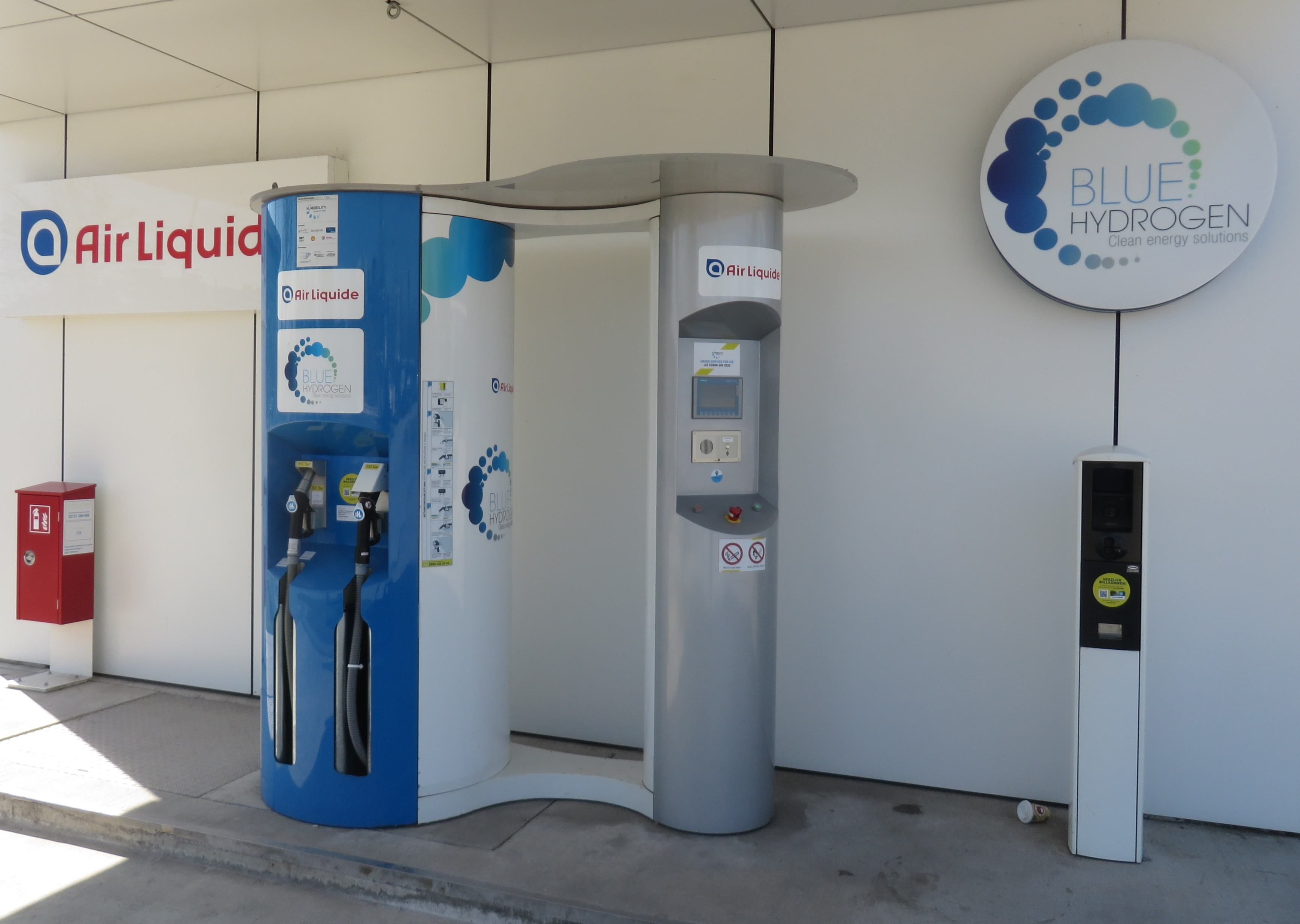
Einrichtung einer Wasserstofftankstelle
re->li: Kartenleser, Terminal, Zapfsäule, Feuerlöscher

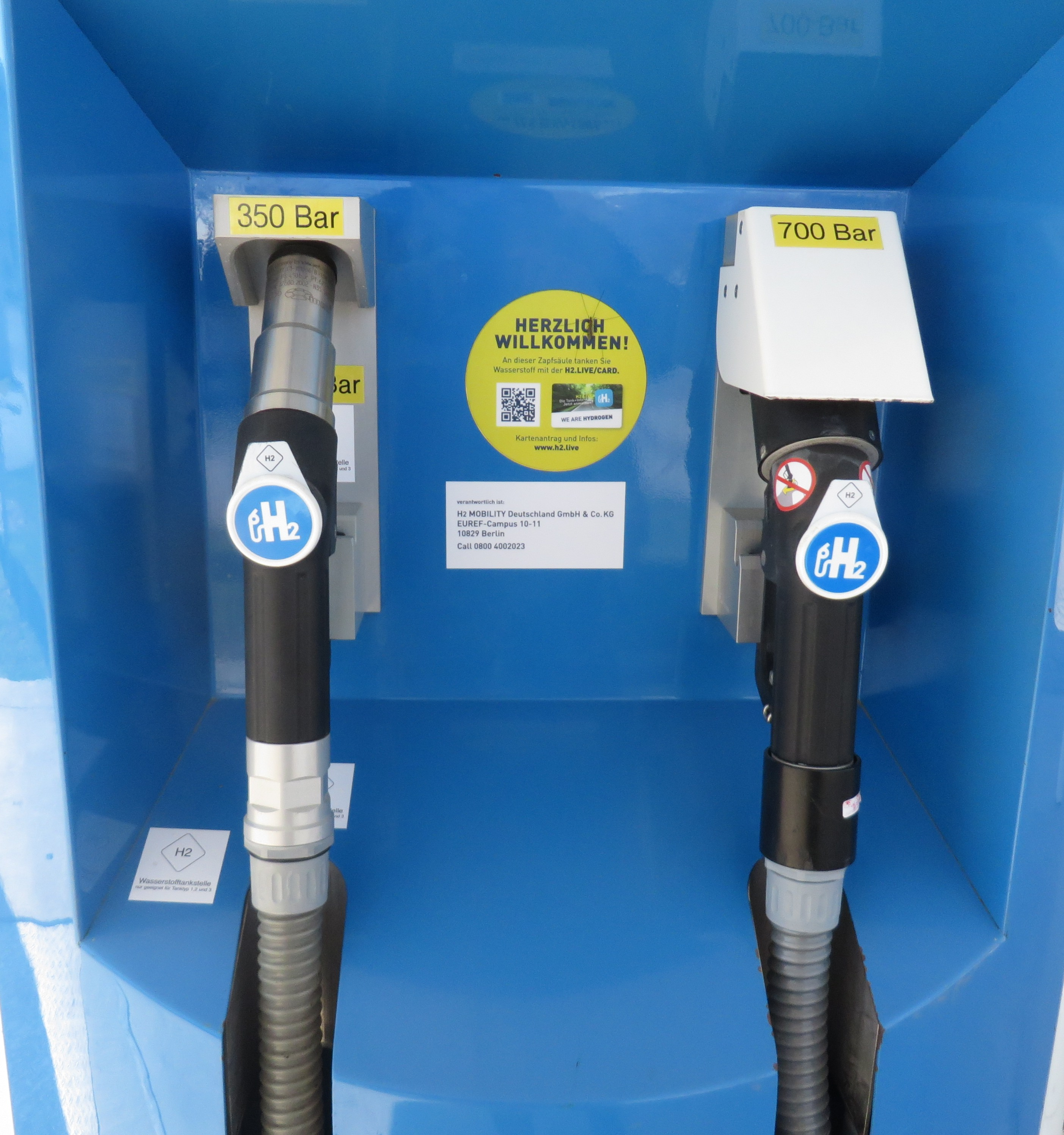
Zapfpistolen einer von Air Liquide gebauten Tankstelle in Offenbach, mit 350 bar und 700 bar, sowie unterschiedlichen Bauarten

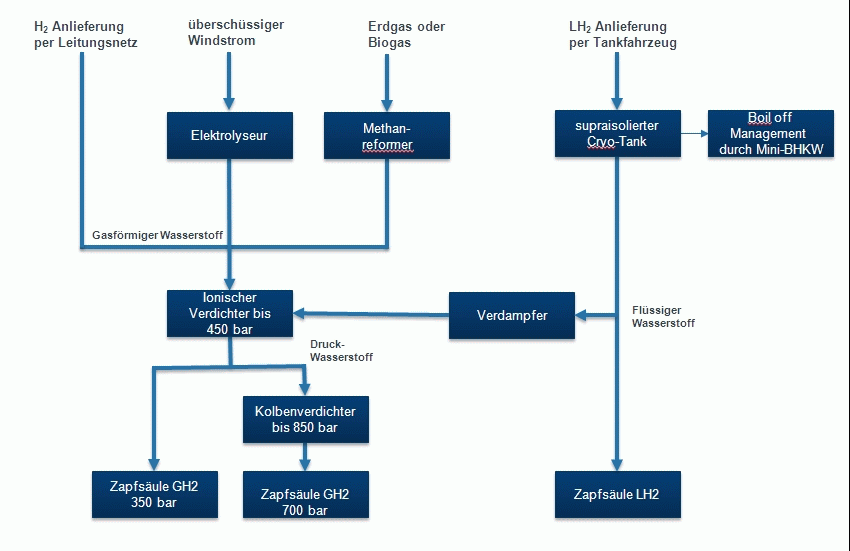
Versorgungsalternativen einer Wasserstofftankstelle

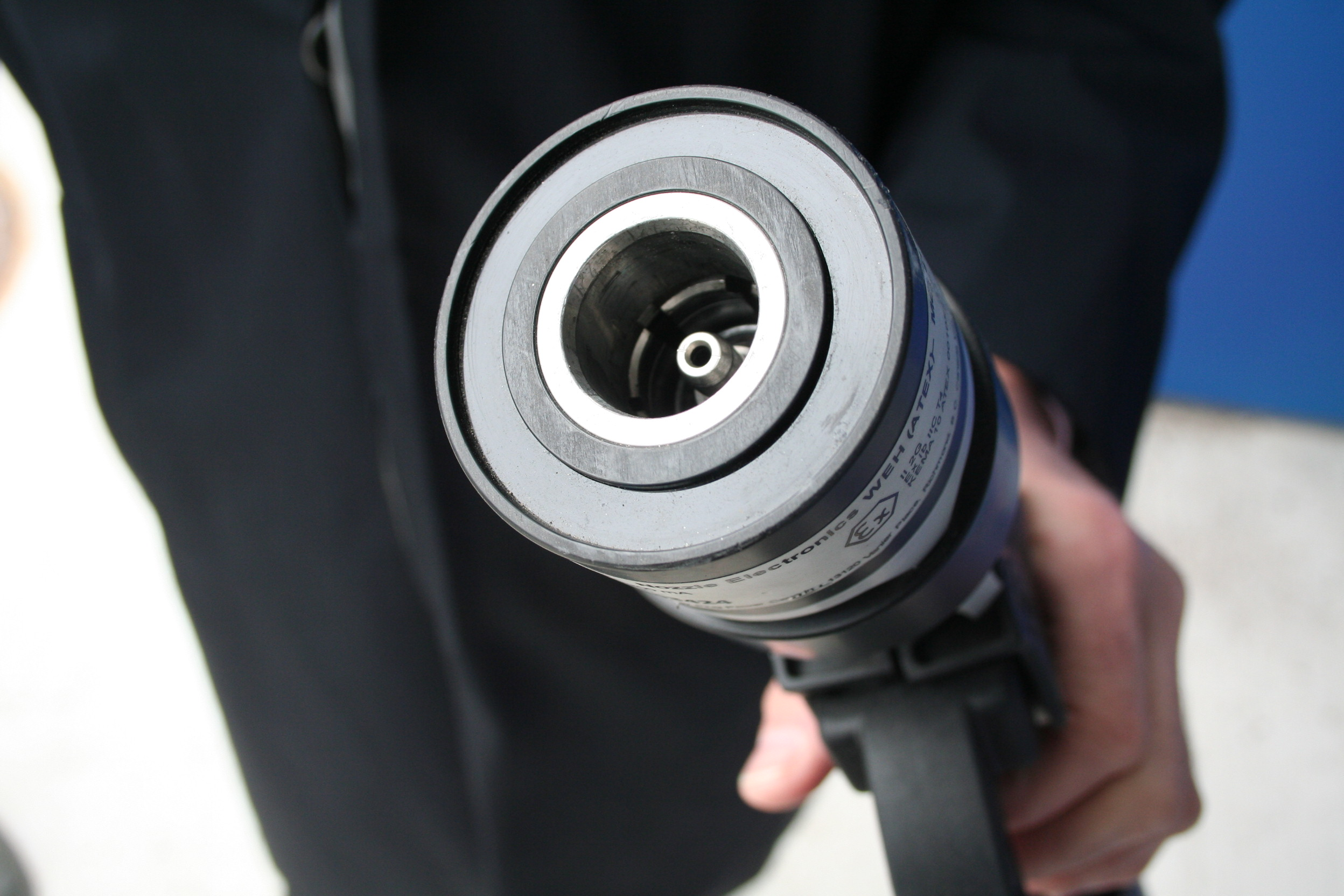
Tankstutzen der 2011 bis 2016 betriebenen Wasserstofftankstelle der EnBW AG in Karlsruhe (GH_{2} – 700 bar)

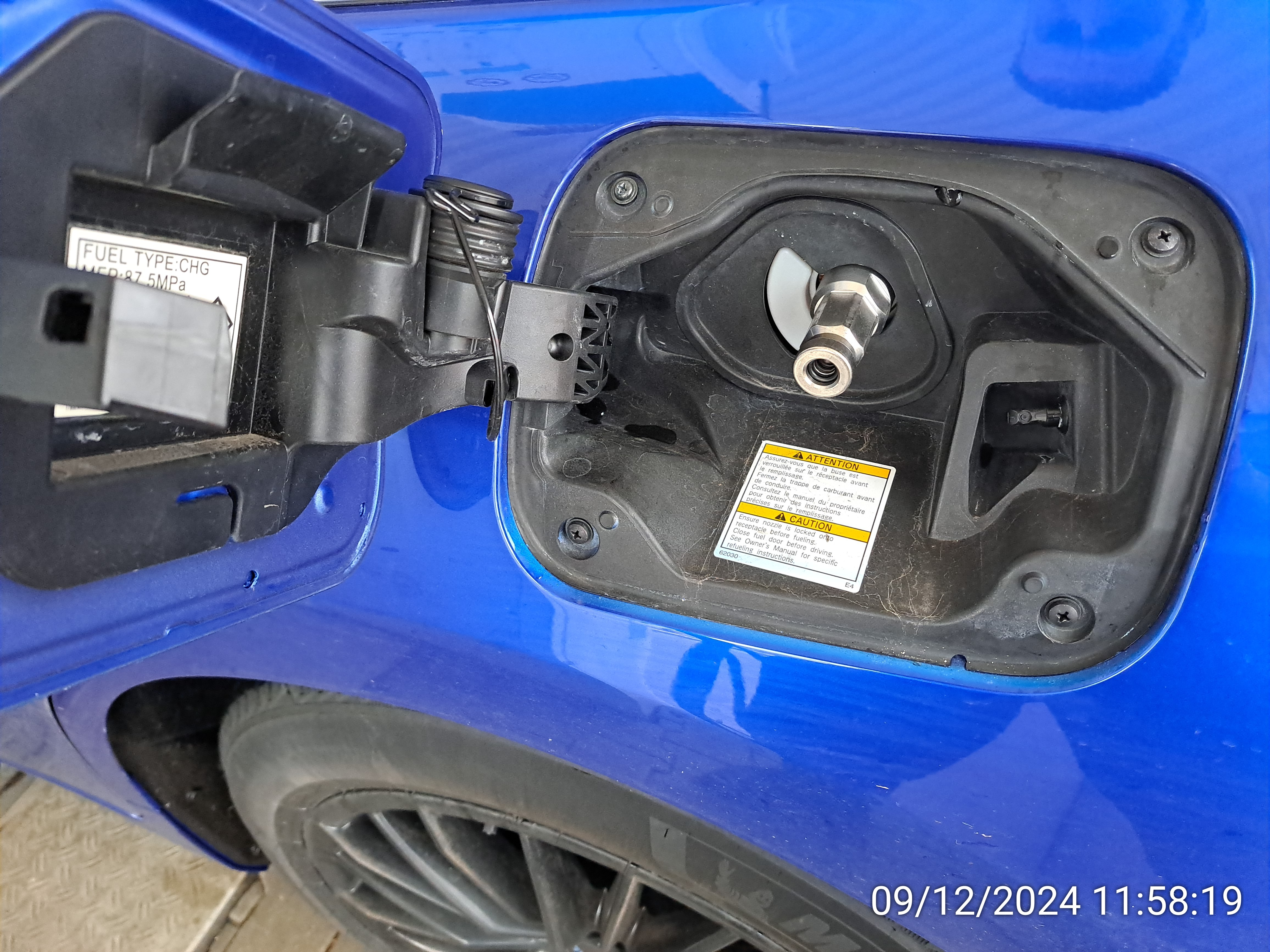
Einfüllstutzen für 700 bar Betankung

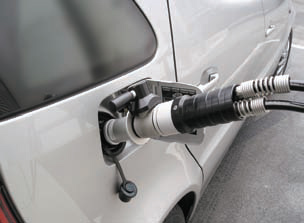
Tanken mit Wasserstoff, älteres System (GH_{2} – 250/350 bar)

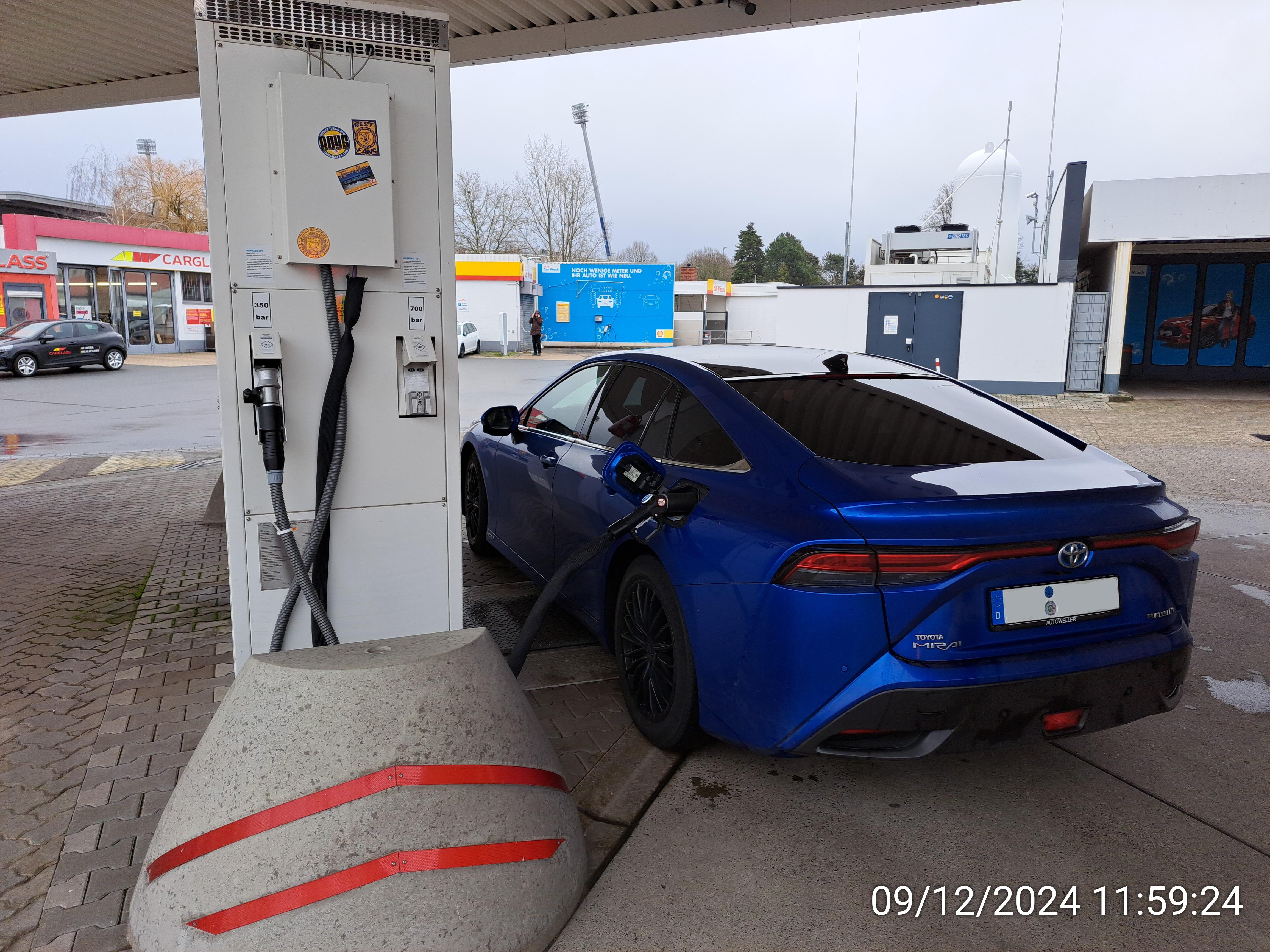
Tanken mit Wasserstoff, aktuelles System (750 bar)

Eine Wasserstofftankstelle ist eine Tankstelle zum Betanken von Kraftfahrzeugen mit Wasserstoff. Sie verfügt über eine oder mehrere Zapfsäulen mit der der Energievorrat mobiler Wasserstoffverbraucher aufgefüllt werden kann. Das sind meist Brennstoffzellenfahrzeuge, Fahrzeuge mit H2-Verbrennermotoren sind teils explizit verboten. Für die Wasserstofftankstelle wird der flüssige oder komprimiert gasförmige Wasserstoff in Tanks bereitgehalten. Eine Wasserstofftankstelle verfügt typischerweise über Pumpen und Zapfvorrichtungen zum Anschluss an die jeweiligen Fahrzeugtanks.
Damit eine Nutzung derartiger Fahrzeuge überregional möglich wird, wurde vor allem in Nordamerika der Aufbau von Tankstellen entlang sogenannter „Hydrogen highways“ geplant. Der erste Highway wurde im September 2017 eingeweiht.
Mit fast 100 Wasserstofftankstellen in Deutschland ist die weitgehende Flächenabdeckung mit Wasserstoffstationen für Pkw und leichte Nutzfahrzeuge mit 700 bar in sieben Ballungszentren (Hamburg, Berlin, Rhein-Ruhr, Frankfurt, Nürnberg, Stuttgart und München) sowie entlang der sie verbindenden Fernstraßen und Autobahnen erreicht. Für die Nutzung von Wasserstoff im Transportbereich wird das Netz um 350-bar-Betankungsschnittstellen für Busse, Lkw und andere Nutzfahrzeuge sukzessive an sinnvollen Standorten erweitert.
Für die Betankung von LKWs mit verflüssigten Wasserstoff haben die Firmen Linde und Daimler den offenen ISO-Standard sLH2 (Abk. für subcooled liquid hydrogen) entwickelt.

## Angebot
Angeboten werden unterschiedliche Formen von Wasserstoff:
- Flüssiger Wasserstoff (LH2) Temperatur bis −253 °C bei max. 16,5 bar
- Gasförmiger Wasserstoff (GH2) Temperatur 20 °C bei 250 / 350 bar
- Gasförmiger Wasserstoff (GH2) Temperatur −40 °C bei 700 bar

Im Juli 2016 wurde der Preis für ein Kilogramm Wasserstoff in Deutschland mit 9,50 € angegeben. Im Mai 2011 hatte er noch ca. 8,10 € betragen und im November 2014 in Österreich 9,00 €. Ab 1. Oktober 2023 wurde in Deutschland ein dynamisches Preismodell eingeführt. Hier wird die Erzeugung sowie der Druck des Wasserstoffs beim Tankvorgang berücksichtigt. Für den Brennstoffzellen-PKW wird ein Druck von 700 bar benötigt und der Preis wurde auf 11,00 € für grün erzeugten Wasserstoff festgelegt. Für grauen Wasserstoff zur Betankung von PKW wurde der Preis variabel auf 13,85 € – 15,25 € festgelegt. Für LKW mit Brennstoffzelle wird hingegen nur ein Druck von 350 bar benötigt. Hier wurde der Preis für grün erzeugten Wasserstoff auf 9,50 € sowie für grau erzeugtem Wasserstoff ebenfalls variabel auf 12,85 € – 13,75 € festgelegt. Mit einem Kilogramm Wasserstoff kann ein aktueller Brennstoffzellen-PKW rund 100 km weit (NEDC, NEFZ) fahren; je nach Fahrweise bzw. Fahrzyklus sind auch Werte wie 80 bis 90 km pro kg realistisch.
Laut Spritmonitor brauchte ein Toyota Mirai über 1.825 km im Durchschnitt nur 0,70 kg/100 km. Das entspricht eine Reichweite von 140 km/kg.
Gemäß einer Studie aus dem Forschungszentrum Jülich würde der gesamte Umbau der Mobilitätslogistik und Infrastruktur auf Wasserstoff in Deutschland 61 Milliarden Euro kosten. Die Studie vergleicht die Kosten für die Ladeinfrastruktur batteriebetriebener Fahrzeuge mit der für die notwendige Infrastruktur für Brennstoffzellen-Fahrzeuge. Ergebnis ist, dass beide Technologien für eine erfolgreiche Verkehrswende notwendig sind, auf lange Sicht ein Ladesäulen-Netz jedoch kostenintensiver ist als Wasserstofftankstellen.
Mit den fast 100 Wasserstofftankstellen in Deutschland in den Ballungszentren Hamburg, Berlin, Rhein-Ruhr, Frankfurt, Nürnberg, Stuttgart und München sowie entlang der sie verbindenden Fernstraßen und Autobahnen ist die weitgehende Flächenabdeckung für Pkw und leichte Nutzfahrzeuge mit 700 bar erreicht.  
Über die H2.LIVE Plattform, die als Website oder als App genutzt werden kann, erhält man Live-Informationen über den aktuellen Status der öffentlichen Wasserstofftankstellen in Europa. Die Plattform zeigt via interaktiver Karte, wo mit 700 bar und 350 bar getankt werden kann, an welchen Standorten neue H2-Stationen entstehen und welche Stationen technisch gewartet werden.

## Versorgung von Wasserstofftankstellen
Eine für den Alltagsbetrieb akzeptable Verteilungsinfrastruktur für Wasserstoff existiert zurzeit nur in kleinem Maßstab, ein praktisch nutzbares Netz besteht durch die geringe Anzahl von Wasserstofftankstellen noch nicht. Nach Meinung von Wolfgang Reitzle (ehemaliger Vorstandsvorsitzender der Linde AG), der sich auf den Bericht von David Hart bezieht, sollen die Kosten für den Aufbau einer derartigen Infrastruktur gering sein. Eine Wasserstofftankstelle sollte 2010 mehr als zwei Millionen Euro kosten. 2011 wurden ca. 1–1,5 Mio. Euro angegeben. Die 2015 in Hamburg eingeweihte Wasserstofftankstelle erzeugt vor Ort stündlich 3,5 kg Wasserstoff über Elektrolyse und kostete 2,8 Mio. Euro. 47 % der Kosten trug der Bund aus Steuergeldern.
Die Wasserstofftankstellen, die in San Diego gebaut werden (geplante Eröffnung im Jahr 2021 oder 2022), werden mit nur noch 700.000 $ bis 800.000 $ für vier Zapfsäulen veranschlagt. Dabei gibt es verschiedene Möglichkeiten der Versorgung mit Wasserstoff. Die angesprochene Studie geht von der aktuell gebräuchlichsten Variante mit zentraler Erzeugung und einer Verteilung von flüssigem Wasserstoff (LH2) per supraisolierten Tankwagen aus. Für die Wasserstoffverflüssigung unter 20,27 Kelvin (−253 °C) wird allerdings mindestens 20 % der Ausgangsenergie benötigt. Außerdem verflüchtigt sich durch unvermeidbare Isolationsverluste ein Teil des Wasserstoffes aus den Kryotanks, wenn kein kontinuierlicher Verbrauch gesichert ist. So begann die Ausgasung beim BMW Hydrogen 7 mit Flüssigwasserstofftank nach 17 Stunden Standzeit, nach neun Tagen war ein halbvoller Tank verdampft.
Abhängig vom Bedarf wird der flüssige Wasserstoff aus dem Tank direkt an die LH2-Tanksäule geleitet oder verdampft und danach mit einem ionischen Verdichter oder einem Kolbenverdichter auf 350 bar bzw. 700 bar komprimiert. Bei Brennstoffzellenfahrzeugen wird inzwischen von allen Fahrzeugherstellern die Versorgung mit 700 bar und mit −40 °C Vorkühlung favorisiert. Die Betankung bei 700 bar dauert bei einer Tankfüllung von 4 kg unter 3 Minuten. Bei der Betankung entsteht durch verschiedene thermodynamische Effekte im Fahrzeugtank Wärme, die bei einer zu schnellen Betankung zu einer Überhitzung und Schädigung des Tanks, in Extremfällen sogar zu einem Versagen des Tanks führen kann.
Eine weitere Möglichkeit besteht darin, Erd- oder Biogas vor Ort zu Wasserstoff zu reformieren oder mit einem Elektrolyseur Wasserstoff aus (regenerativem) Strom zu erzeugen. Wasserelektrolyse bzw. Gasreformierung vor Ort mit Kleingeräten kann nicht so effizient durchgeführt werden wie eine zentrale Herstellung durch Großtechnik mit hohem Durchsatz. Die Verfahren können aber bei Tankstellen fern der Versorgungsrouten oder bei geringer Umschlagmenge trotzdem wirtschaftlich sein.
Die brandenburgische Enertrag versorgt in einem Pilotprojekt ab Sommer 2011 die Total-Tankstellen Berlins mit Wasserstoff, der aus überschüssigem Strom ihrer Windparks mit einem 500 kW Druck-Elektrolyseur erzeugt wird.
Das Verfahren mit der geringsten Verlustrate ist die Anlieferung von gasförmigem Wasserstoff über eine Pipeline mit anschließender Verdichtung vor Ort. Dies ist z. B. für die Wasserstofftankstelle in Hürth bei Köln realisiert, die aus dem Wasserstoffnetz Rhein-Ruhr versorgt wird, das sich über 240 km erstreckt und sich für den Anschluss weiterer Tankstellen anbietet.

## Tankvorgang

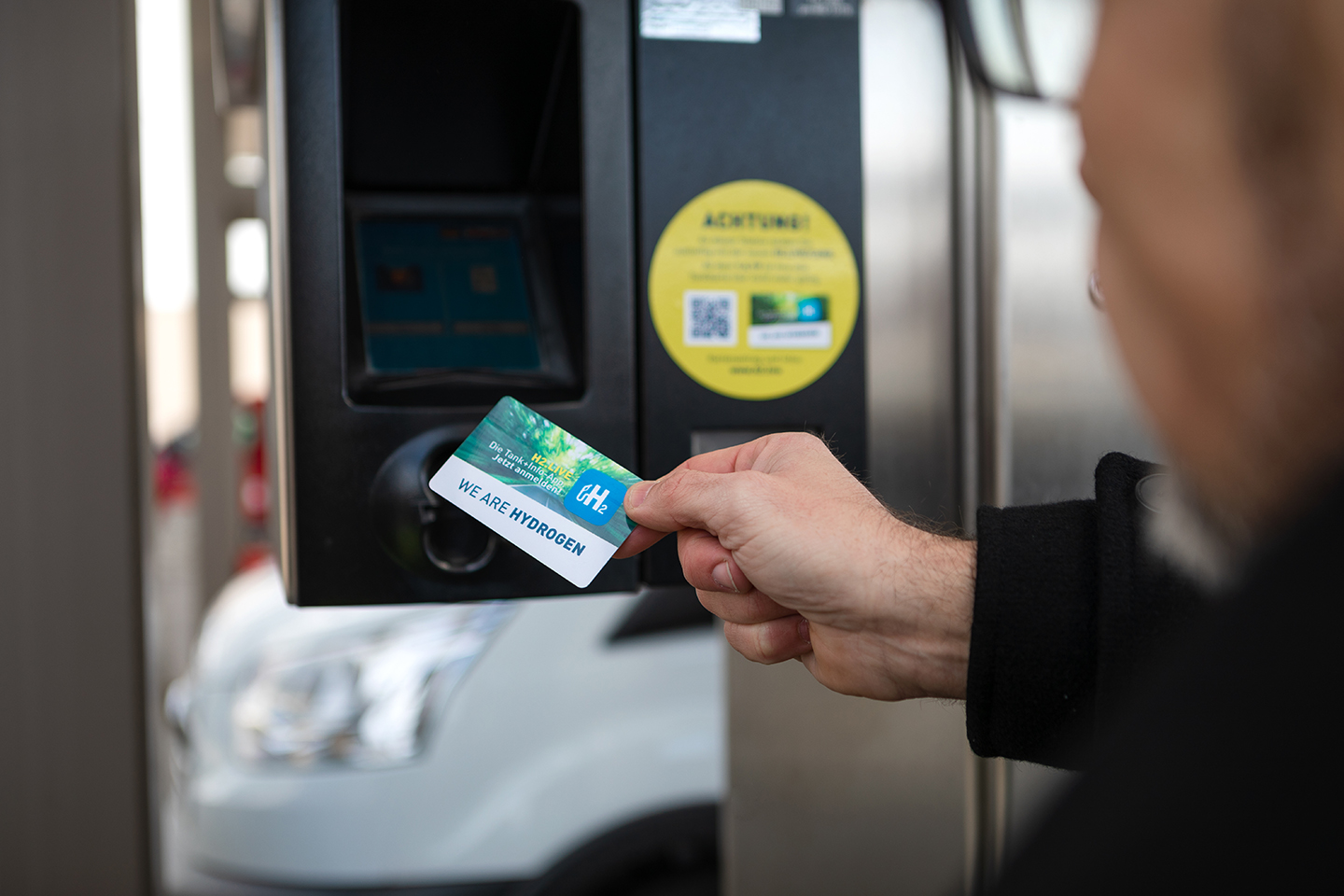
H2 MOBILITY Card

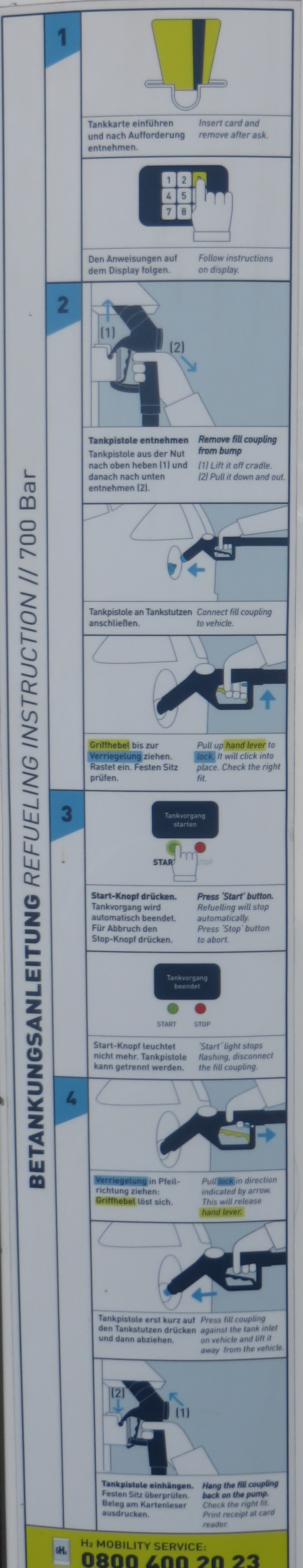
Bedienungsanleitung

Zum Tanken von Wasserstoff benötigt man in Deutschland eine Tankkarte der 2015 von den Gesellschaftern Air Liquide, Daimler, Linde, OMV, Shell und TotalEnergies gegründeten H2 MOBILITY Deutschland GmbH. H2 MOBILITY Deutschland zeigt sich verantwortlich für den flächendeckenden Aufbau und Betrieb einer Wasserstoffinfrastruktur in Deutschland. Aktuelle Gesellschafter sind Air Liquide, Daimler, Hyundai, Linde, OMV, Shell, TotalEnergies und seit 2022 Hy24 eine Investitionsplattform für saubere Wasserstoffinfrastruktur.
Beantragen kann man die kostenfreie Karte auf der Plattform H2.LIVE, nachdem Teilnahme an einer Online-Videoschulung, in der der Wasserstoff-Tankprozess schrittweise erklärt wird. Die Tankkarte dient der Authentifizierung an der H2-Tanksäule für die Abrechnung der Kosten des getankten Wasserstoffs.
Zu Beginn des Tankvorgangs wird die H2 MOBILITY Card in das Lesegerät am Terminal eingeführt und wieder entnommen. Dann wird ähnlich dem bekannten Tankvorgang mit herkömmlichem Treibstoff die Zapfpistole auf die Tankvorrichtung aufgesetzt und automatisch luftdicht verriegelt. Auto und Zapfsäule kommunizieren per Infrarot. Mit einem Teststoß wird der Füllstand ermittelt. Der anfängliche Druck von 220 bar steigert sich während des Tankvorganges auf 700 bar. Ca. 1 kg H2 wird pro Minute in den Tank gepumpt. Abschließend wird der Tankvorgang beendet und die Zapfvorrichtung wieder eingehängt.
Derzeit gilt die Tankkarte ausschließlich in Deutschland. Vereinzelt ist es auch möglich mit herkömmlichen Zahlungsmitteln (Bar, EC-Karte, Kreditkarte usw.) zu zahlen. Z.B. an der Wasserstofftankstelle in Münster.

## Entwicklung des Tankstellennetzes und Absichtserklärungen

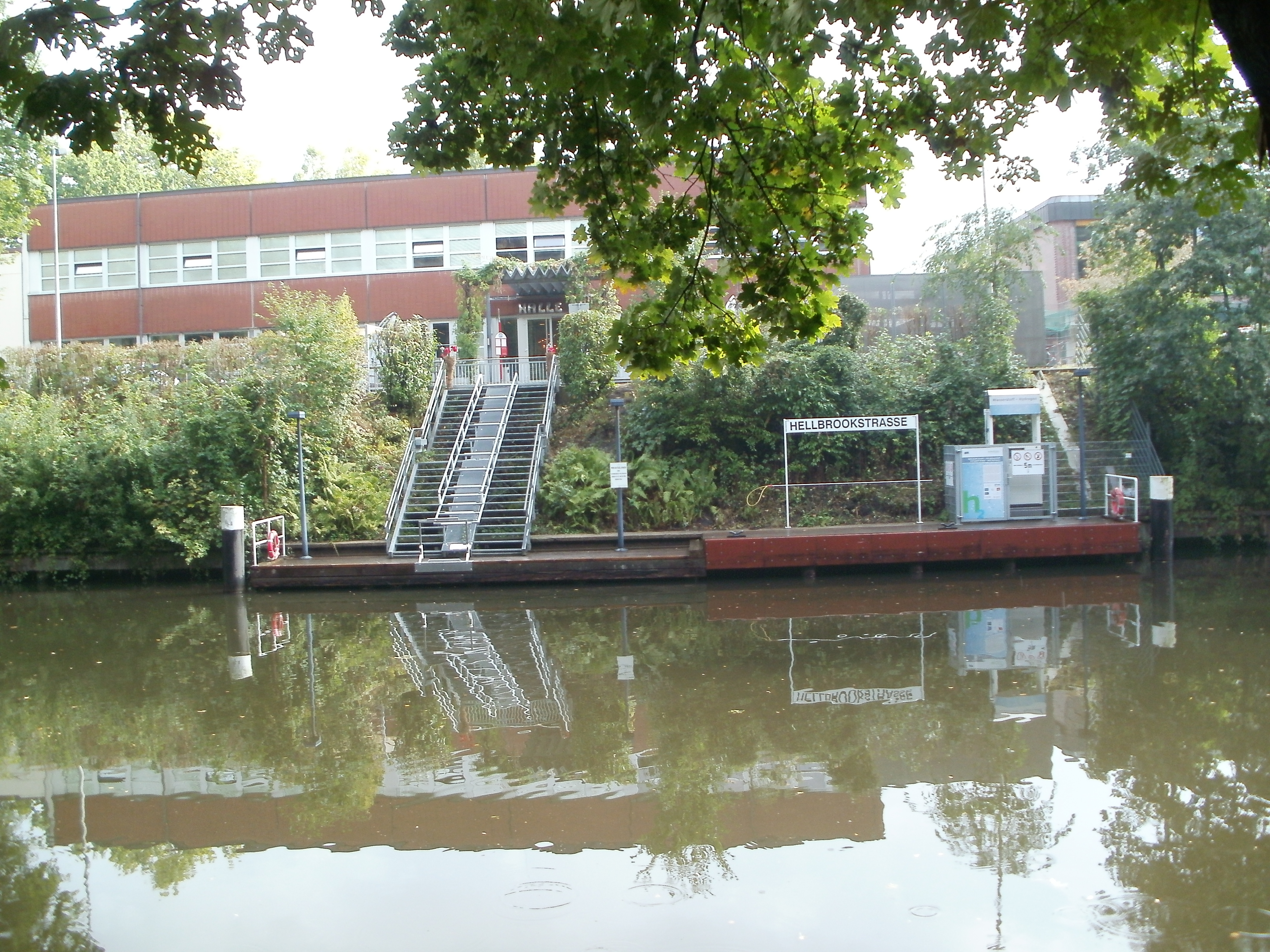
2013 außer Betrieb gesetzte Wasserstofftankstelle Hellbrookstraße in Hamburg zur Betankung der Zemships

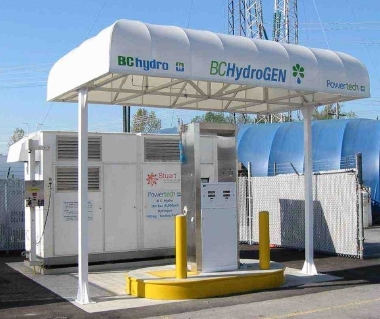
H2-Tankstelle in Vancouver, British Columbia, Canada

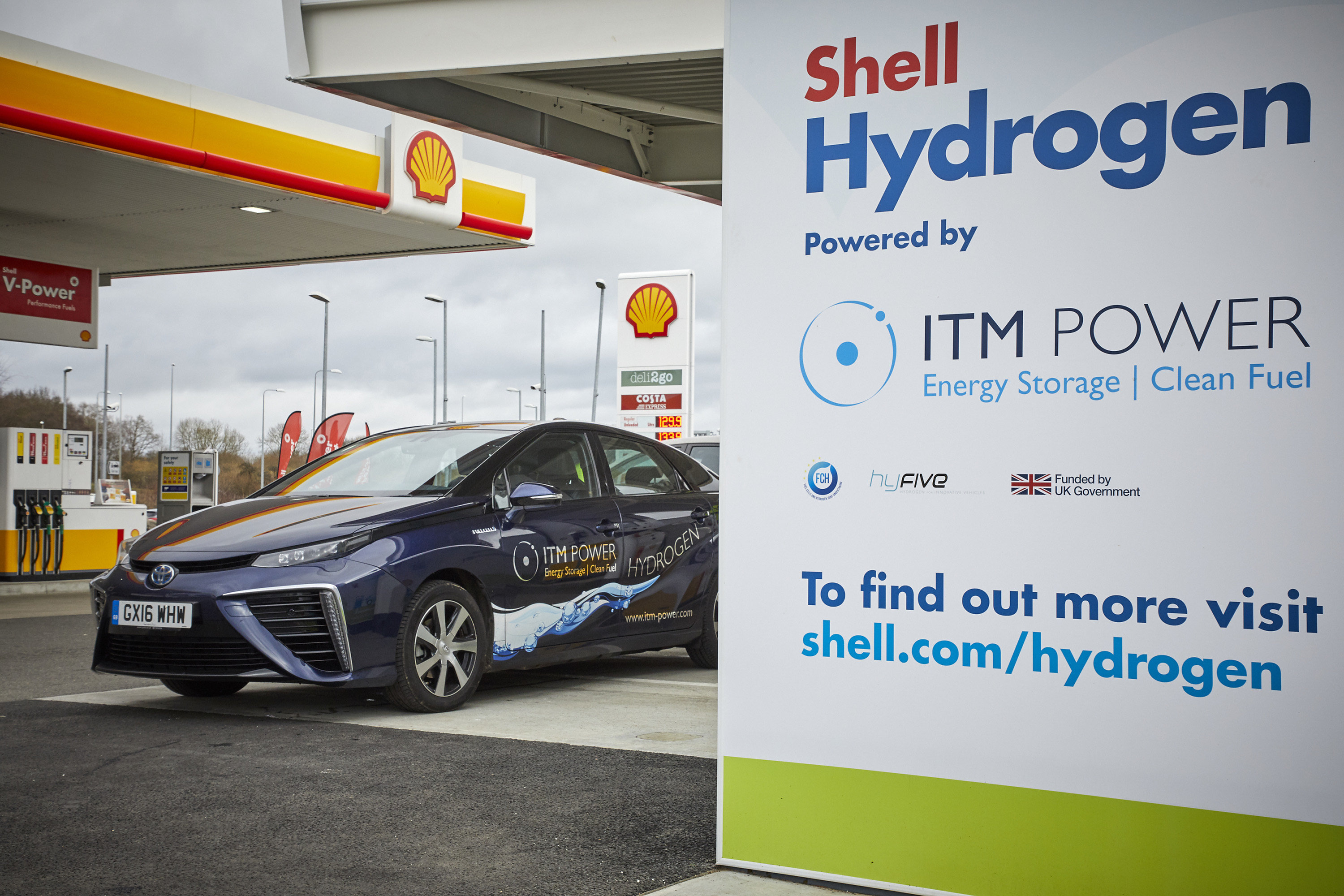
H2-Tankstelle in Cobham, UK

Etwa seit der Jahrtausendwende gibt es weltweit versuchsweise Tankstellen für Wasserstoff. So hatte Island 2003 als Teil der landesweiten Initiative zur Einführung einer Wasserstoffwirtschaft eine Wasserstofftankstelle errichtet, diese und eine weitere aber 2013 wieder außer Betrieb gesetzt. Auch einige Tankstellen in Deutschland (unter anderem Shell und Total) bieten im Rahmen der Clean Energy Partnership (CEP) Wasserstoff an. Bustankstellen im Rahmen des „Clean Urban Transport for Europe programme“ gibt es nur in einigen wenigen europäischen Städten. Anfang 2016 gab es weltweit nur 214 Wasserstofftankstellen, von denen lediglich 121 Tankstellen öffentlich zugänglich sind.
In Kalifornien wurden von der „California Fuel Cell Partnership“ und unter Arnold Schwarzeneggers „hydrogen highway“-Programm Wasserstofftankstellen eingerichtet. In Washington, D.C. gibt es in der Benning Road eine Shell-Tankstelle, die auch Wasserstoff anbietet. Präsident George W. Bush hat Schlagzeilen damit gemacht, die Tankstelle zu besuchen. Die dritte Wasserstofftankstelle der USA hat 1999 in Dearborn, Michigan aufgemacht und wurde von Ford finanziert.
Japan besitzt eine Reihe von Wasserstofftankstellen, die vom JHFC (Japan Hydrogen & Fuel Cell Demonstration Project) betrieben werden, um verschiedene Wasserstofftechnologien zu testen.
In Kanada war eine Tankstelle in Surrey (British Columbia) die erste der Welt, die Wasserstoff mit einem Druck von 70 MPa anbot. Mittlerweile ist sie Teil eines Netzwerks, das seit März 2002 Wasserstoff anbietet.
Im Rahmen des British Columbia Hydrogen Highway wurden bis 2011 in Kanada 6 Tankstellen zwischen Vancouver und Whistler errichtet. Die meisten dieser Tankstellen wurden nach Auslaufen von Förderprojekten außer Betrieb gesetzt.
Die AGIP Multi-Energie-Station am Industriepark Höchst bei Frankfurt bietet eine ganze Palette an aktuellen Treibstoffen an. Zusätzlich zu den üblichen Otto- und Dieselkraftstoffen werden Erdgas (CNG), Autogas (LPG) sowie Wasserstoff in drei unterschiedlichen Versionen (350 bar = 35 MPa, 700 bar = 70 MPa und flüssig) angeboten. Die Versorgung mit Wasserstoff erfolgt hier mittels einer 1,7 km langen Pipeline aus dem Industriepark. Eine zweite Station dieser Art entsteht in Mantua/Lombardei (Italien).
Die Scandinavian Hydrogen Highway Partnership beabsichtigte in Norwegen, Schweden und Dänemark bis 2015 ein Netzwerk mit 15 Wasserstofftankstellen und 30 Außenstellen aufbauen.
Um in Deutschland ein flächendeckendes Netz zu erhalten, sind ca. 1000 Wasserstofftankstellen erforderlich. Der Daimler-Konzern erklärte 2011, in Zusammenarbeit mit der Linde AG 20 Wasserstofftankstellen bauen zu wollen, um durchgängige Verbindungen auf der Nord-Süd- und der Ost-West-Achse zu gewährleisten. Am 20. Juni 2012 wurde diesem Projekt vom Bundesministerium für Verkehr, Bau und Stadtentwicklung eine Förderung in Höhe von 20 Mio. Euro zugesichert, um das Netz von bisher bestehenden 14, bis 2015 auf 50 Wasserstofftankstellen zu erweitern. Eine Wasserstofftankstelle soll dabei etwa 1 bis 1,5 Mio. Euro kosten. Die damals propagierten Zielstellungen wurden bis August 2016 nicht erreicht. Zwischen Juni 2016 und Januar 2017 nahmen insgesamt sechs neue Wasserstofftankstellen in Wuppertal, Ulm, Münster, Geisingen, Kamen und Limburg den Betrieb auf. Zwischen 2017 und 2019 kamen vier weitere Tankstellen hinzu.
Die ersten 100 Wasserstofftankstellen sollen in Deutschland unabhängig von Fahrzeugzahlen errichtet werden. Dabei werden die Ballungsräume Hamburg, Frankfurt, Nürnberg, München, Rhein-Ruhr und Stuttgart abgedeckt, hinzu kommen Wasserstoffstationen entlang der Autobahnen und Fernstraßen.
Seit 2015 zeichnet die H2 MOBILITY GmbH verantwortlich für die Schaffung einer flächendeckenden Wasserstoff-Infrastruktur in Deutschland: Dabei wurden die Wasserstoffstationen möglichst in bestehende Tankstellen integriert und bestanden größtenteils aus standardisierten Komponenten für 700-bar-Systeme. Der Plan sah vor, insgesamt 100 H2-Tankstellen in sieben Metropolregionen (Hamburg, Berlin, Rhein-Ruhr, Frankfurt, Rhein-Ruhr, Nürnberg, Stuttgart und München) und an den sie verbindenden Autobahnen zu eröffnen.
Die H2 MOBILITY Deutschland hat alle operativen Aufgaben, darunter Netzplanung, Genehmigung, Beschaffung, Errichtung und Betrieb der H2-Stationen übernommen. Über die Plattform H2.LIVE (Website/ App) erhalten Nutzer Live-Informationen über den aktuellen Status öffentlicher Wasserstofftankstellen in Europa. Auf einer interaktiven Karte ist ersichtlich, wo sich H2-Stationen befinden, ob eine Station gewartet wird und wo neue H2-Stationen geplant sind.
In Deutschland gibt es mit Stand April 2022 bisher 94 (14 weitere im Bau) rund um die Uhr öffentlich zugängliche Wasserstofftankstellen im Netz der H2 MOBILITY Deutschland GmbH.
Laut der Bayerischen Wasserstoffstrategie sollen bis 2023 bayernweit 100 Wasserstofftankstellen errichtet werden. Dazu wurde ein Förderprogramm von 50 Millionen Euro gestartet. Bei öffentlichen Tankstellen übernimmt der Freistaat 90 % der Kosten. Bei Tankstellen auf einem Betriebsgelände 40 bis 60 %.

Aktuelle Gesellschafter der H2 MOBILITY GmbH sind die Automobilhersteller Daimler AG und Hyundai, die Gashersteller Air Liquide und Linde, die Tankstellenbetreiber OMV, Shell und Total sowie seit März 2022 Hy24, Investitionsplattform für saubere Wasserstoffinfrastruktur. 

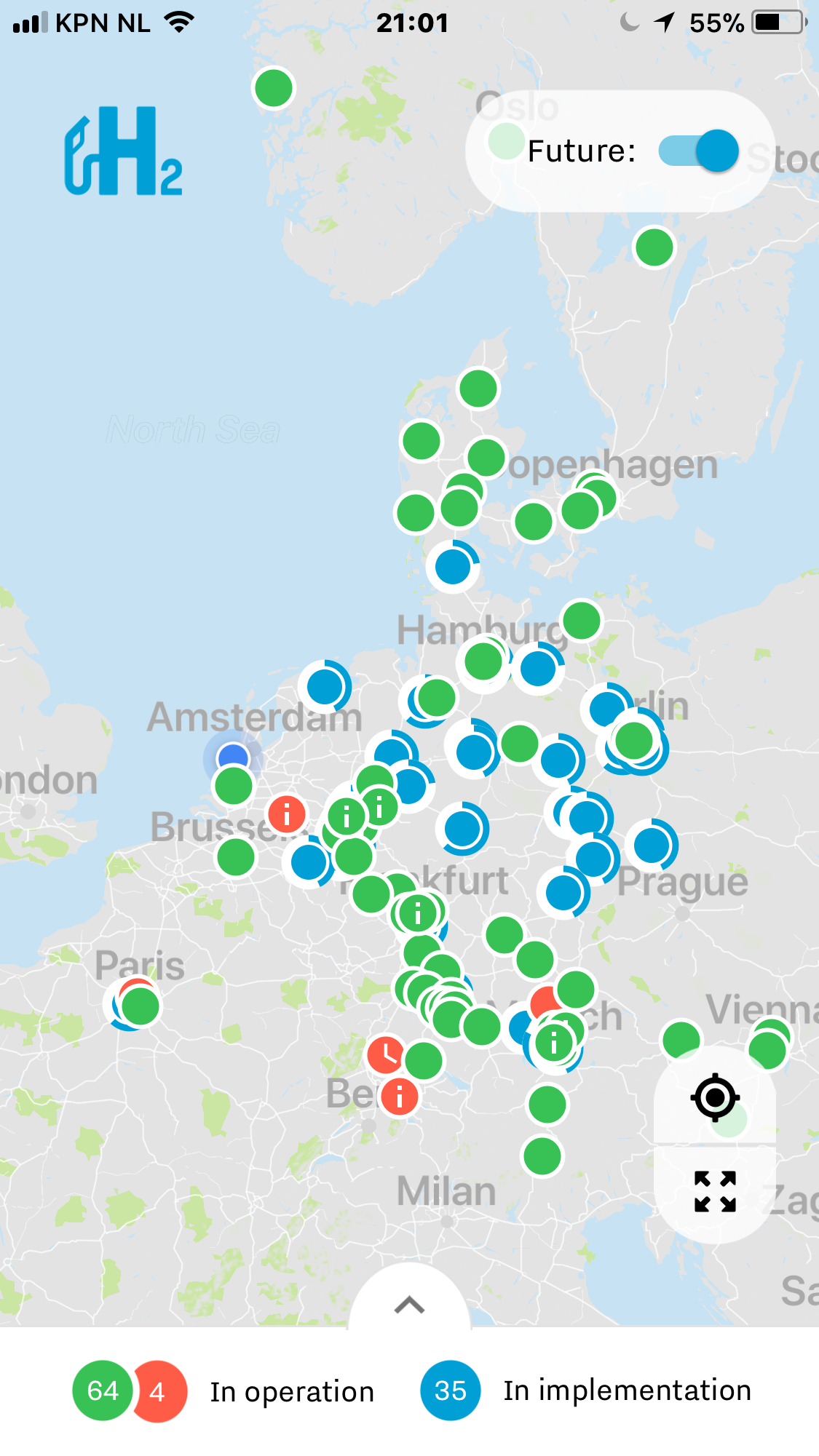
Beispiel einer Handy-App (H2.Live) für die Übersicht zur Verfügbarkeit von Wasserstofftankstellen

## Anzahl Tankstellen nach Regionen und Ländern
Eine Zusammenfassung der weltweiten Situation Stand Februar 2019 bietet der TÜV SÜD. Hier sind auch weltweite interaktive Karten verlinkt, auf denen die Lage der Wasserstofftankstellen sichtbar ist.

### USA und Kanada
Anfang 2023 wurden in den USA 53 öffentliche H2-Tankstellen betrieben, eine auf Hawaii und 52 in Kalifornien. Weitere 18 waren nicht allgemein zugänglich, so dass insgesamt 72 Tankstellen betrieben wurden. Ende 2020 bzw. Anfang 2021 waren es 45 bzw. 46 Tankstellen gewesen. Im Februar 2024 gab der Shell-Konzern bekannt, dass er alle seiner Wasserstoff-Tankstellen für PKW in Kalifornien schließen wird. Als Grund gab der Konzern Unwirtschaftlichkeit und mangelnde Nachfrage an.

### Asien
In Asien waren im März 2012 46 Tankstellen in Betrieb, davon die Hälfte in Japan. 2018 waren es bereits 136. Zu den Olympischen Sommerspielen 2021 sollten in Japan 160 Wasserstofftankstellen zur Verfügung stehen. Diese Pläne wurden allerdings nie realisiert. Im April 2024 gab es in Japan lediglich 47 Stationen.

### Europa
Im Februar 2021 gab es 179 Wasserstofftankstellen in Europa.

#### Deutschland
In Deutschland gibt es mit Stand Dezember 2022 bisher 95 (10 weitere im Bau) rund um die Uhr öffentlich zugängliche Wasserstofftankstellen im Netz der H2 MOBILITY Deutschland GmbH. Dazu kommen weitere Tankstellen, z. B. in Firmenbesitz. Es sind auch welche abgebaut worden, etwa im März 2023 die südlich der Autobahnkreuzes der A6 mit der A7 (Autobahnkreuz Feuchtwangen/Crailsheim), an der AS Feuchtwangen West, so dass auf beiden Autobahnen wieder eine H2-Lücke von über 140 km entstand. Ebenso wurde die mit großem Speicherturm auffällige und mit einer Million Euro aus Steuergeldern mitfinanzierte H2-Tankstelle am Rasthof Geiselwind an der A3 Anfang 2023 abgebaut.

#### Dänemark
In Dänemark hat der Betreiber "Everfuel" im September 2023 bestätigt, dass sämtliche Wasserstoff-Tankstellen in Dänemark dauerhaft geschlossen bleiben. Damit gibt es in Dänemark keine Wasserstofftankstellen mehr. Als Grund nannte der Betreiber, dass sich der Betrieb nicht lohne und dass die Verbreitung der Wasserstoffautos die Erwartungen nicht erfüllt habe.

#### Österreich
| Ort               | Bundesland       | Zustand                                      | Energiequelle | Betreiber |
| ----------------- | ---------------- | -------------------------------------------- | ------------- | --------- |
| Asten             | Oberösterreich   | in Betrieb                                   | unbekannt     | OMV       |
| Graz              | Steiermark       | in Betrieb                                   | unbekannt     | OMV       |
| Innsbruck         | Tirol            | in Betrieb seit 21.5.2015                    | unbekannt     | OMV       |
| Sattledt          | Oberösterreich   | stillgelegt (verlegt nach Thalheim bei Wels) | unbekannt     | FRONIUS   |
| Thalheim bei Wels | Oberösterreich   | in Betrieb seit 10.10.2018                   | Sonnenenergie | FRONIUS   |
| Wien              | Wien             | in Betrieb                                   | unbekannt     | OMV       |
| Wiener Neudorf    | Niederösterreich | in Betrieb                                   | unbekannt     | OMV       |

#### Schweiz
| Ort                                   | Kanton           | Energiequelle/CO2-Info/H2-Lieferant                                    | Zustand                |
| ------------------------------------- | ---------------- | ---------------------------------------------------------------------- | ---------------------- |
| Fällanden, Esoro                      | Zürich           | unbekannt                                                              | in Betrieb             |
| Hunzenschwil, COOP pronto             | Aargau           | Laufwasserkraftwerk Eniwa in Aarau Hydrospider                         | in Betrieb; öffentlich |
| Dübendorf, Empa                       | Zürich           | unbekannt                                                              | in Betrieb             |
| Freiburg im Üechtland, Swiss Hydrogen | Freiburg         | unbekannt                                                              | in Betrieb             |
| Martigny, EPFL                        | Wallis           | „können wir Wasserstoff ohne jegliche CO2-Emissionen erzeugen“         | in Betrieb             |
| St. Gallen, Avia                      | St. Gallen       | Hydrospider                                                            | in Betrieb             |
| Zofingen, Agrola                      | Aargau           | Hydrospider                                                            | in Betrieb             |
| Brugg, Postauto                       | Aargau           | unbekannt                                                              | stillgelegt            |
| Rothenburg, Agrola                    | Luzern           | Hydrospider                                                            | in Betrieb             |
| Rümlang, Avia                         | Zürich           | „nachhaltigen und in der Schweiz produzierten Wasserstoff“ Hydrospider | in Betrieb             |
| Crissier, Coop                        | Waadt            | Hydrospider                                                            | in Betrieb             |
| Geuensee, Avia                        | Luzern           | Hydrospider                                                            | in Betrieb             |
| Bern-Bethlehem, Coop                  | Bern             | Hydrospider                                                            | in Betrieb             |
| Müntschemier, Schwab-Guillod          | Bern             | Hydrospider                                                            | in Betrieb             |
| Frenkendorf, Coop                     | Basel-Landschaft | Hydrospider                                                            | in Betrieb             |
| St. Gallen Industrie (350 bar), Avia  | St. Gallen       | Hydrospider                                                            | in Betrieb             |
| Chur, Coop                            | Graubünden       | Hydrospider                                                            | in Betrieb             |
| Schötz, Agrola                        | Luzern           | grüner Wasserstoff                                                     | in Betrieb             |

Die Tankstelle auf dem Campus der Empa in Dübendorf ist die erste, die in der Schweiz einen Fülldruck von 700 bar ermöglicht. Die Tankstelle in Hunzenschwil ist die erste öffentliche Tankstelle der Schweiz; die Energie für die Erzeugung des Wasserstoffs stammt aus dem Laufwasserkraftwerk in Aarau. Die vom Mai 2012 bis Anfang 2017 in Brugg betriebene Tankstelle des Pilotprojekts Brennstoffzellen-Postauto wurde mit dem Ende des Pilotprojekts stillgelegt. Aufgrund der bisher hohen Kosten wird das Projekt nicht fortgeführt.
Im November 2021 waren in der Schweiz 46 Brennstoffzellen-Trucks von Hyundai im operativen Einsatz. Um den Bedarf der wachsenden Flotte decken zu können, plant der Schweizer Wasserstoffhersteller Hydrospider für 2022 eine Steigerung der bereitgestellten Menge an grünem Wasserstoff auf das Zehnfache. Dazu sollen 2022 auch etwa 10 weitere H2-Tankstellen hinzukommen.

##### Förderverein H2 Mobilität Schweiz
Im Frühjahr 2018 haben sieben Schweizer Unternehmen, darunter die beiden Großkonzerne Coop und Migros, einen Verbund zum Aufbau eines nationalen Tankstellennetzes für wasserstoffbetriebene Fahrzeuge namens H2 Mobilität Schweiz gegründet. Coop ließ in Zusammenarbeit mit dem Startup H2 Energy einen Prototyp eines Wasserstofflasters bauen. Bis 2023 sollte ein flächendeckendes Netz für Wasserstofftankstellen realisiert werden. Weitere Mitglieder des Fördervereins sind die Agrola AG, Avia Vereinigung, Coop Mineraloel AG, Fenaco Genossenschaft, Migrol AG, die Emil Frey Gruppe, Galliker Transport und Logistik und seit September 2018 auch Socar Energy Switzerland. Dieser Förderverein umfasste im 2. Quartal 2019 elf Firmen. Bis zum Jahr 2023 sollten parallel dazu 1000 mit Wasserstoff betriebene Lastwagen für die Großunternehmen verkehren. Die 1000 reservierten Brennstoffzellen-Lkw des Herstellers Hyundai werden den Mitgliedern dabei im Leasing, verrechnet nach gefahrenen Kilometern, zur Verfügung gestellt. Die erste Tankstelle im Rahmen dieses Verbunds wurde im Juli 2020 in St. Gallen eröffnet.

#### Skandinavien
In Schweden sind mit Stand Januar 2018 vier Wasserstofftankstellen in Betrieb (am Flughafen Stockholm/Arlanda, in Göteborg, Mariestad und in Sandviken). 2018 sollten zwei weitere hinzukommen (in Umeå und Stockholm), außerdem sollte das Netz bis 2020 auf 14 Tankstellen ausgebaut werden. 2012 waren in Schweden drei Tankstellen in Betrieb gewesen, während in Norwegen bereits 4 Tankstellen betrieben wurden und 5 in Planung waren. In Finnland war 2012 eine Tankstelle in Betrieb, 2016 waren es zwei.

## Zwischenfälle
Am 10. Juni 2019 kam es zu einer Explosion mit Brandentwicklung an der Tankstelle Kjørbo bei Sandvika in Norwegen. Die Ursache lag an einer Undichtigkeit im Hochdruckspeicher.